# Vendula Frintová
Vendula Frintová (Nachod, 4 de setembro de 1983) é uma triatleta profissional checa. 

## Carreira

### Londres 2012
Frintova disputou os Jogos de Londres 2012, terminando em 15º lugar com o tempo de 2:02:08. 

### Rio 2016
Vendula Frintová disputou os Jogos do Rio 2016, terminando em 27º lugar com o tempo de 2:01:49. 